# Acidaminobacter hydrogenoformans
Acidaminobacter hydrogenoformans è una specie di batterio appartenente alla famiglia delle Clostridiaceae.